# Kalnyk (obwód zakarpacki)
Kalnyk (ukr. Кальник) – wieś na Ukrainie w rejonie mukaczewskim obwodu zakarpackiego.

## Geografia
Miejscowość położona 17 km na północny zachód od Mukaczewa. 

## Historia
Wieś założona w 1 połowie XV wieku, po raz pierwszy wzmiankowana w 1557 roku. W 1894 roku znana pod węgierską nazwą Beregsárrét. Przed traktatem w Trianon wchodziła w skład komitatu Bereg Królestwa Węgier.
W 1910 roku liczyła 1265 mieszkańców: 945 Rusinów, 269 Niemców, 33 Węgrów. Większość mieszkańców była wyznania greckokatolickiego 963, 273 mojżeszowego, a 29 rzymskokatolickiego.